# Rozsochatec (stacja kolejowa)
Rozsochatec – stacja kolejowa w miejscowości Rozsochatec, w kraju Wysoczyna, w Czechach Znajduje się na wysokości 485 m n.p.m.
Stacja jest wyposażona w poczekalnię, kasy biletowe, na których można zakupić bilety na pociągi krajowe i międzynarodowe oraz zarezerwować miejsce w pociągu.

## Linie kolejowe
- 238 Pardubice - Havlíčkův Brod